# Площа Іспанії (Мадрид)
Площа Іспанії — одна з центральних площ Мадрида, велика транспортна розв'язка міста. У центрі площі розташований фонтан,  присвячений Мігелю Сервантесу й його героям. Крім цього, площу обрамляють будівлі, які є візитними картками Мадрида: Мадридська вежа (1957) і  будівля «Іспанія» (1953), а також побудовані в стилі мадридського модернізму Будинок Гайярд  і будівля Астурійської шахтної компанії. Займаючи 36 900 м², площа Іспанії є найбільшою в країні.

## Історія
У 1561, коли  Філіп II переніс столицю з Толедо в Мадрид, на місці сучасної площі розташовувалися сади. У міському плані площа з'явилася в 1656.  Карл III викупив цю землю, щоб побудувати новий монастир для монахів монастиря Святого Жиля, що розташовувався тоді неподалік від  Королівського палацу. Будівництво під керівництвом архітектора Мануеля Мартіна Родрігеса завершилося, але жоден монах так і не влаштувався в монастирі.
Під час французької окупації Жозеф Бонапарт влаштував там казарми та стайні.
Активно розширюючись в XIX столітті, Мадрид зіткнувся з перешкодою у вигляді казарм Жозефа Банапарта, і в 1908-1909 вони були зруйновані, а на звільненому місці було вирішено влаштувати площу. Остаточний проект площі Іспанії оформився в 1911.

## Будівлі
Площа Іспанії оточують одні з найкрасивіших і символічних будівель іспанської столиці.

### Мадридська вежа

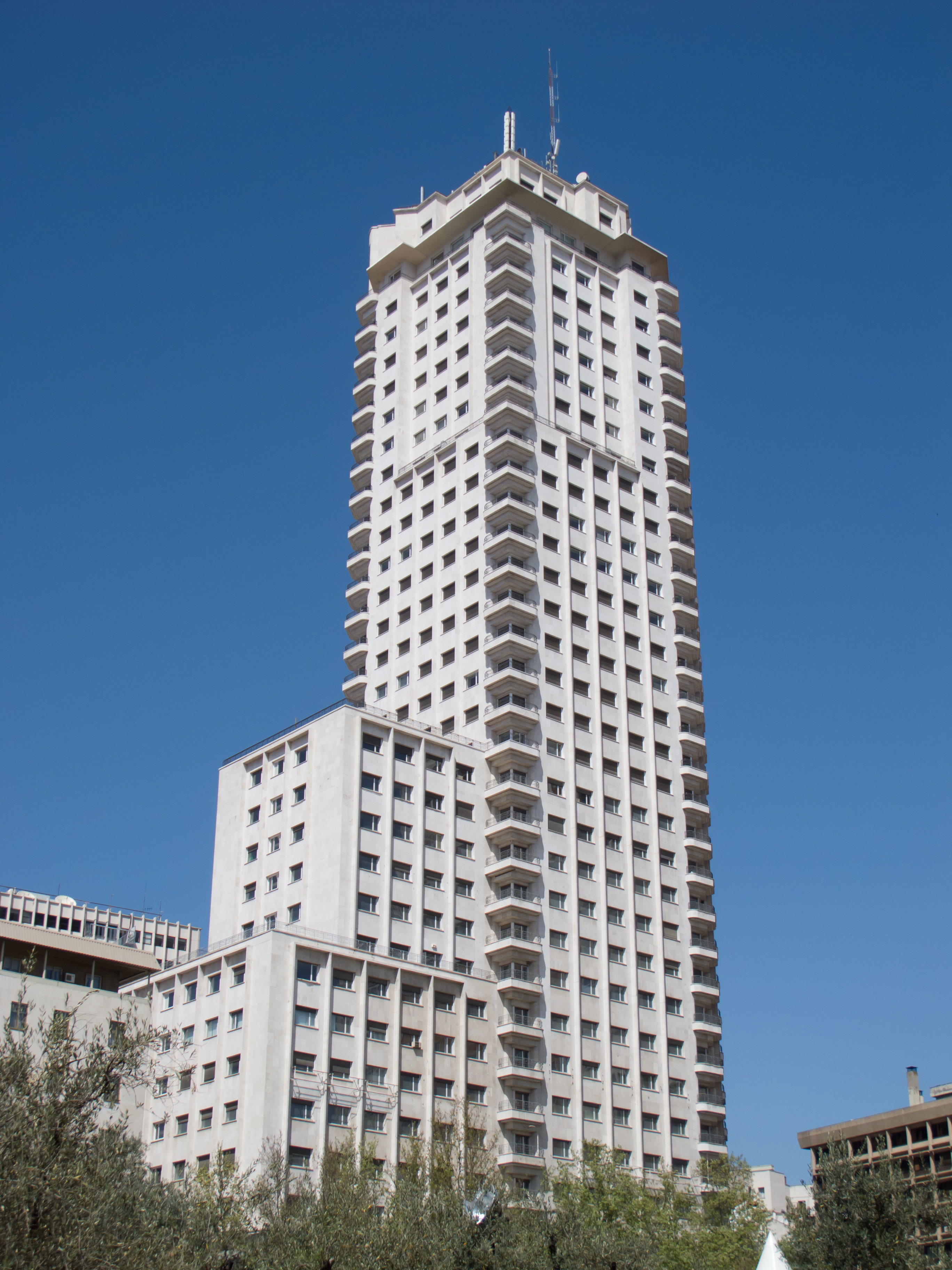
Вежа Мадрида

Мадридська вежа, одна з найвищих будівель міста і  Європи. Вежа зведена в 1954-1957, її висота досягає 142 метрів, і її видно від  Королівського палацу. Вона стоїть на одному з кутів площі Іспанії (на початку вулиці Принцеси). Спроектували хмарочос брати Отаменді Мачімбаррена, яким доручили його будівництво, незабаром після того, як було побудовано  будівлю «Іспанія». Проект передбачав, що в будівлі розмістяться приблизно 500 крамниць, а також просторі галереї, готель і навіть кінотеатр.
Будівництво закінчилося 15 жовтня 1957. Мадридська вежа була протягом багатьох років найвищою будівлею з бетона в світі, а до будівництва в 1982  Мадридської телевежі — найвищою будовою Іспанії. Вежа Мадрид також була найвищою будівлею Європи до 1967, її висота була перевершена  Південною вежею (Брюссель, Бельгія), чия висота становить 150 метрів.

### Будівля «Іспанія»

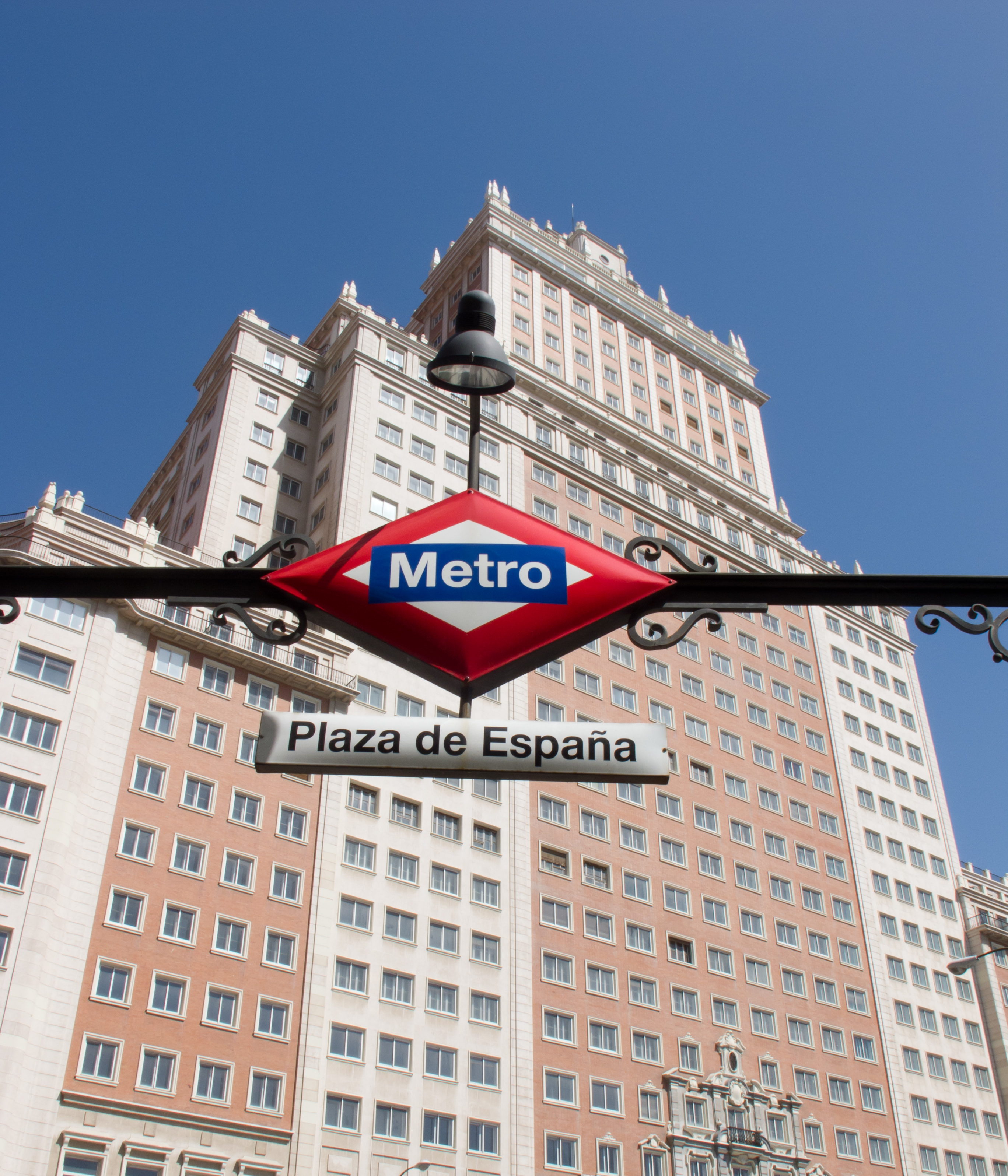
Будівля Іспанія

У відрізку вулиці  Гран-Віа до вулиці Принцеси, розташовується так звана  будівля «Іспанія», архітектурний ансамбль, знаменитий своїм силуетом, складеним з частин різної поверховості. Будівля зведена в 1953 і займає восьме місце серед найвищих будівель Мадрида. Вона налічує 25 поверхів і 117 метрів висоти. До 2006 в будівлі знаходилися торговий центр, різні квартири й офіси. В даний час будівля «Іспанія» знаходиться в процесі реставрації.

### Будинок Гайярд

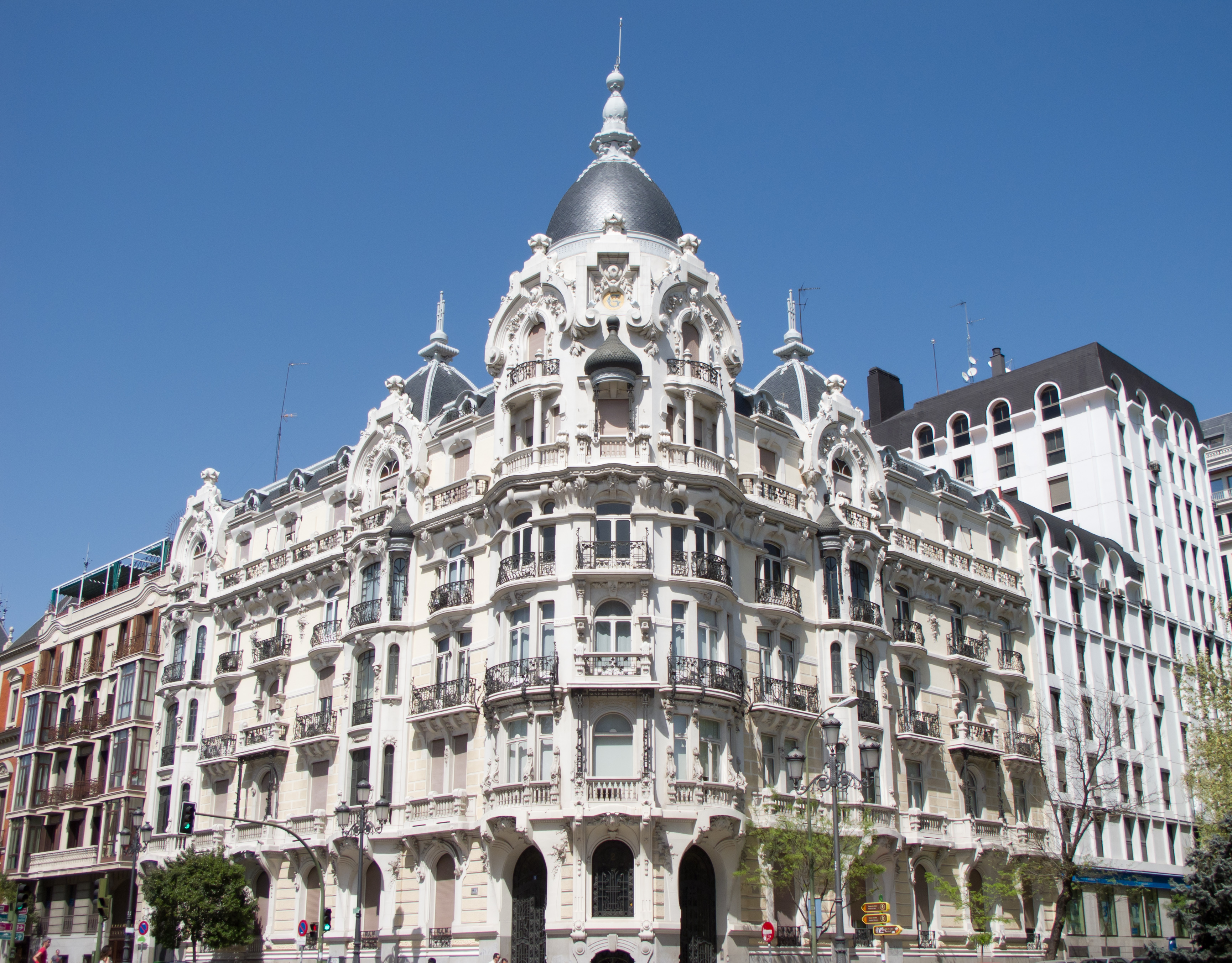
Будинок Гайярд

Будинок Гайярд — один з небагатьох прикладів модерністської архітектури в Мадриді. Ця робота Федеріко Аріаса Реї поміщена в куті площі. У протилежному кутку стоїть будівля Астурійської шахтної компанії, вишуканий архітектурний комплекс, в якому в даний час розташовується Рада Культури  Співтовариства Мадрид.

### Пам'ятник Мігелю Сервантесу

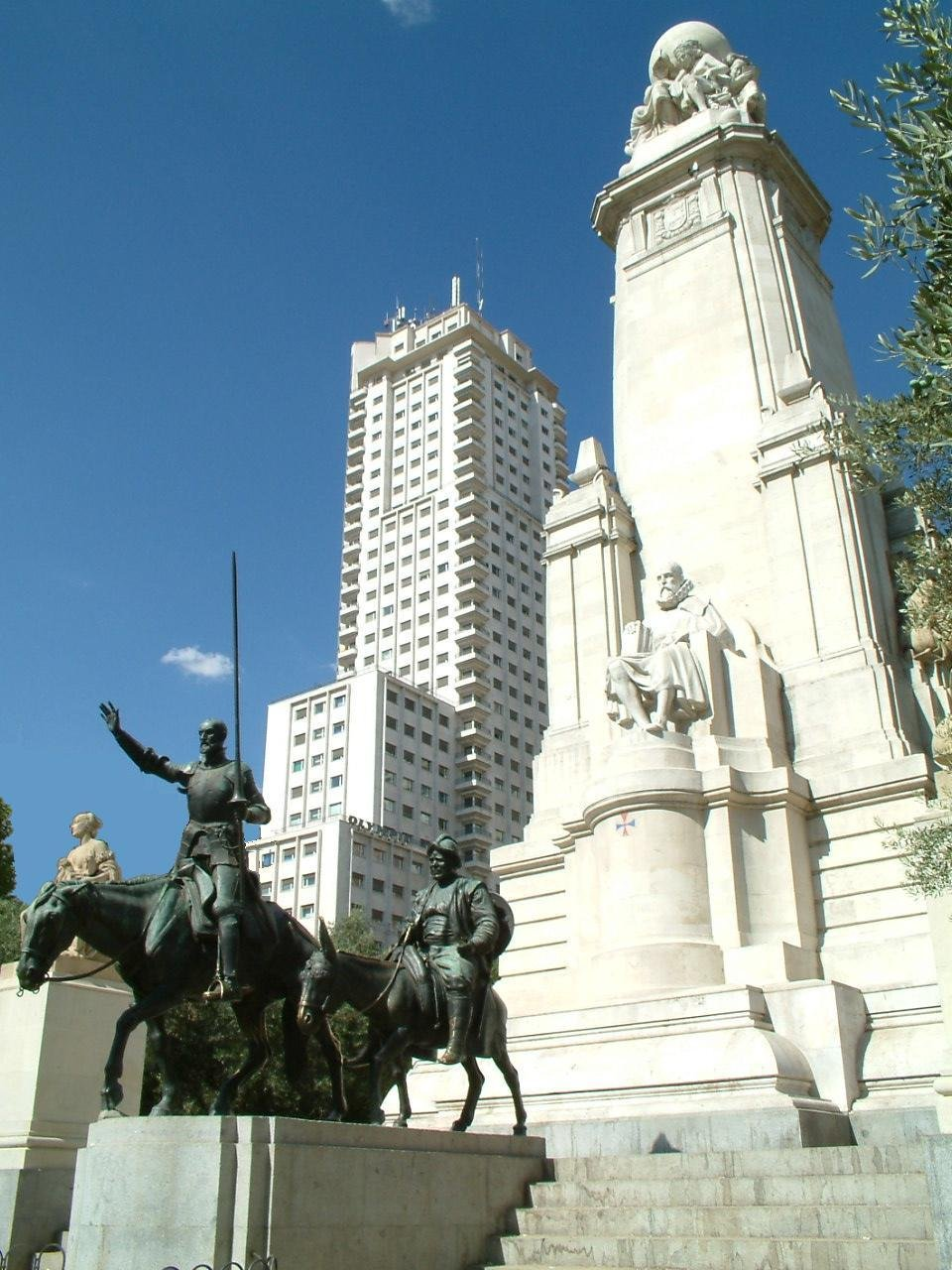
Пам'ятник Сервантесу

Складна композиція пам'ятника включає фігуру Сервантеса, який сидить біля основи стели, і дві бронзові статуї його найвідоміших персонажів -  Дона Кіхота з Ламанчі і  Санчо Панси, що сидять, відповідно, на старій кобилі та віслюку.
Вершину стели прикрашає собою глобус з п'ятьма континентами, як алегорія поширення іспанської мови по всьому світу. Серед інших, помітні статуї реальності та вигадки. Зі зворотного боку колони розташована статуя королеви  Ізабелли Португальської і фонтан (вкрай ветхий в даний час), прикрашений гербами країн, що використовують мову Сервантеса. Крім цього, композиція пам'ятника включає індіанця, подібного описаним  Алонсо де Ерсілья-і-Суньіга в поемі "Араукана", і  Персея, який символізує класичну лірику.

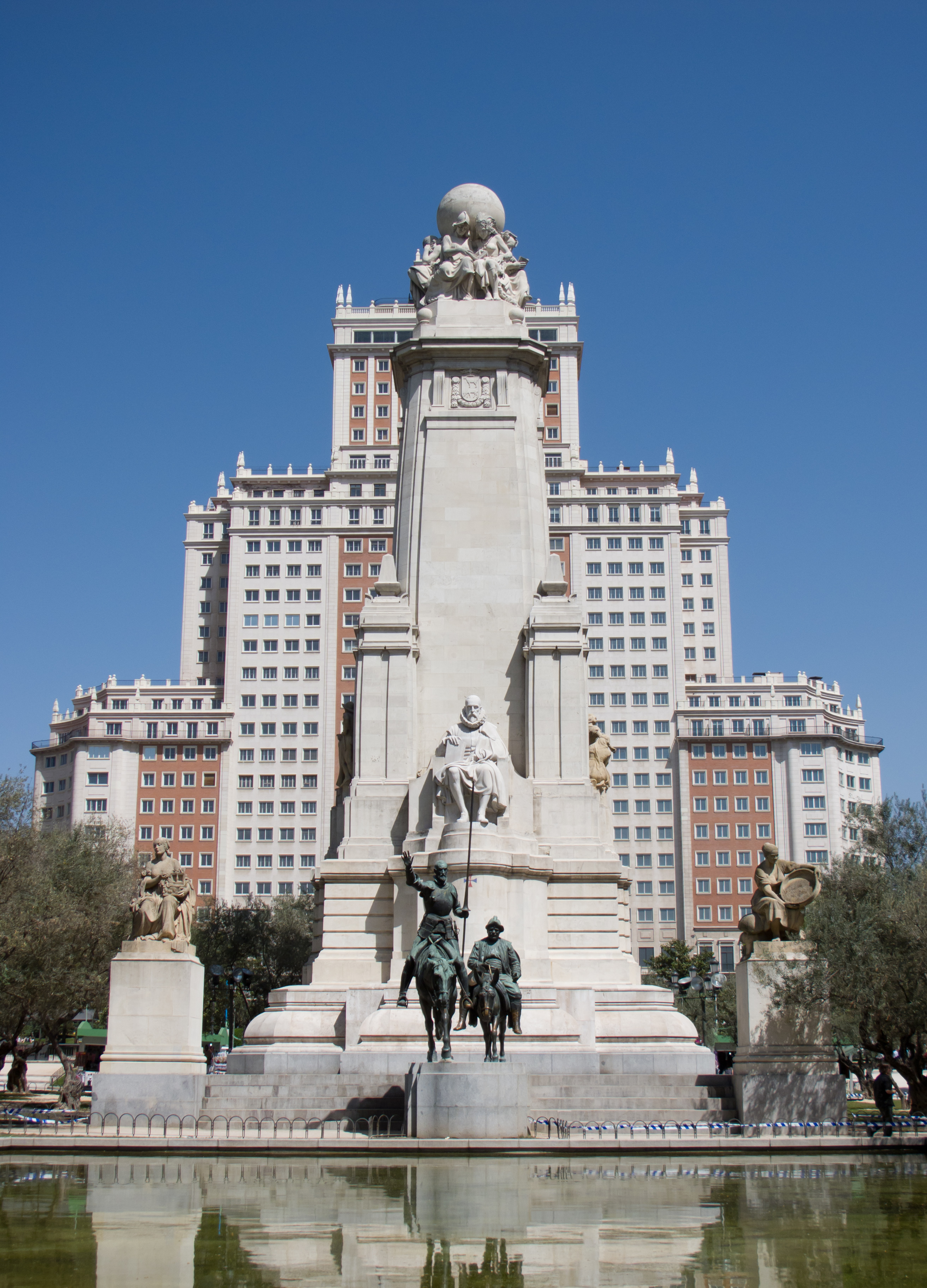
Пам'ятник Сервантесу і хмарочос «Іспанія»
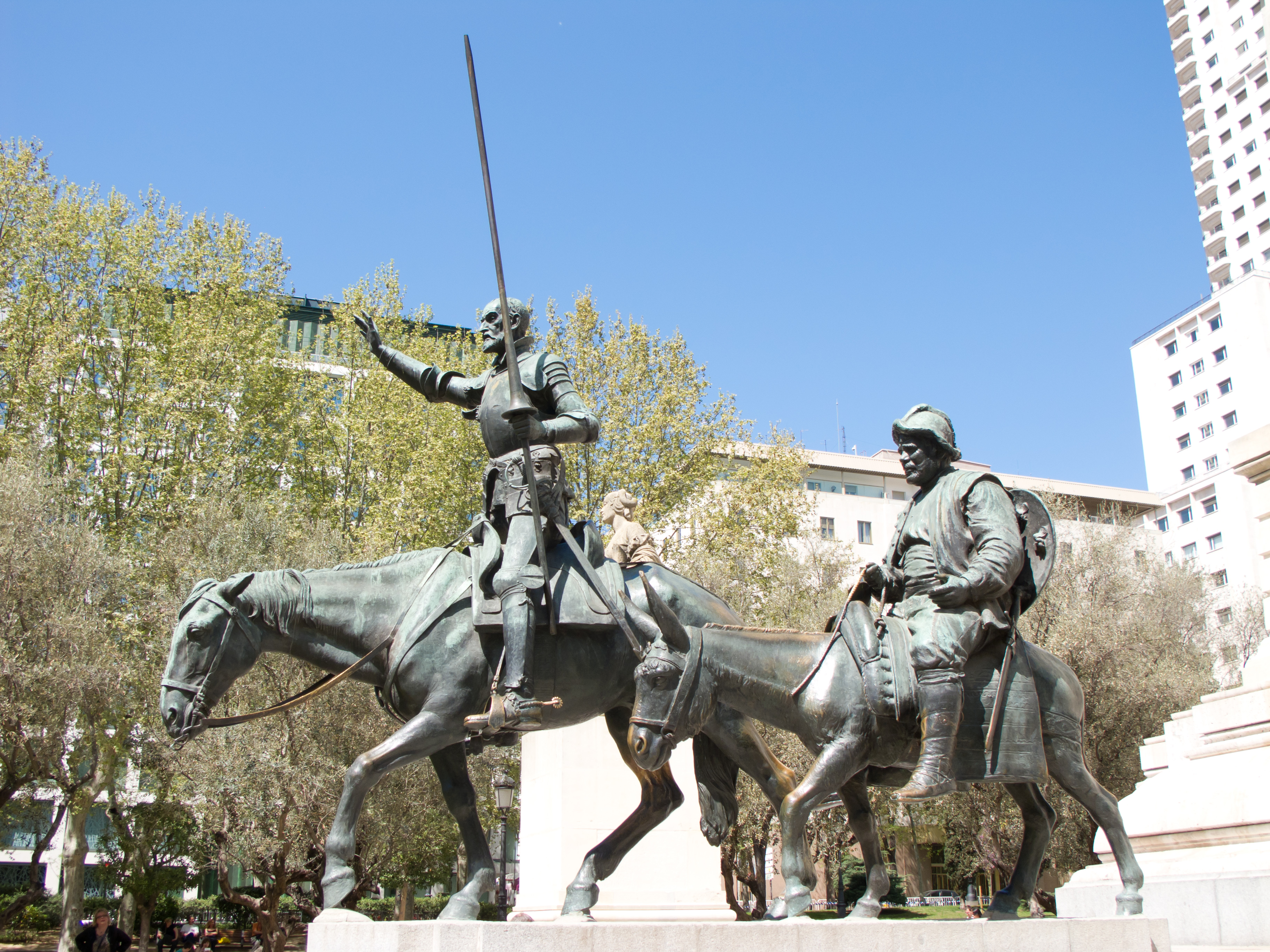
Пам'ятник Сервантесу. Дон Кіхот і Санчо Панса
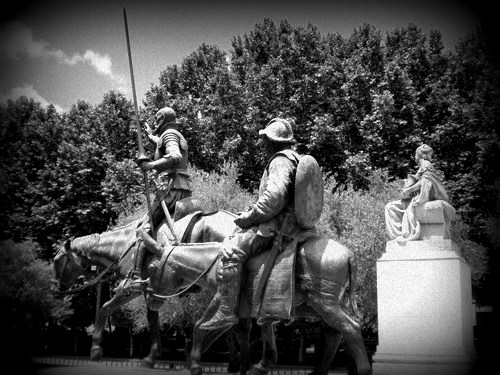
Пам'ятник Сервантесу. Дон Кіхот і Санчо Панса
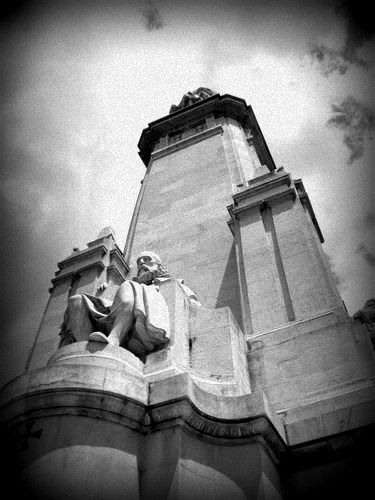
Пам'ятник Сервантесу. Частина
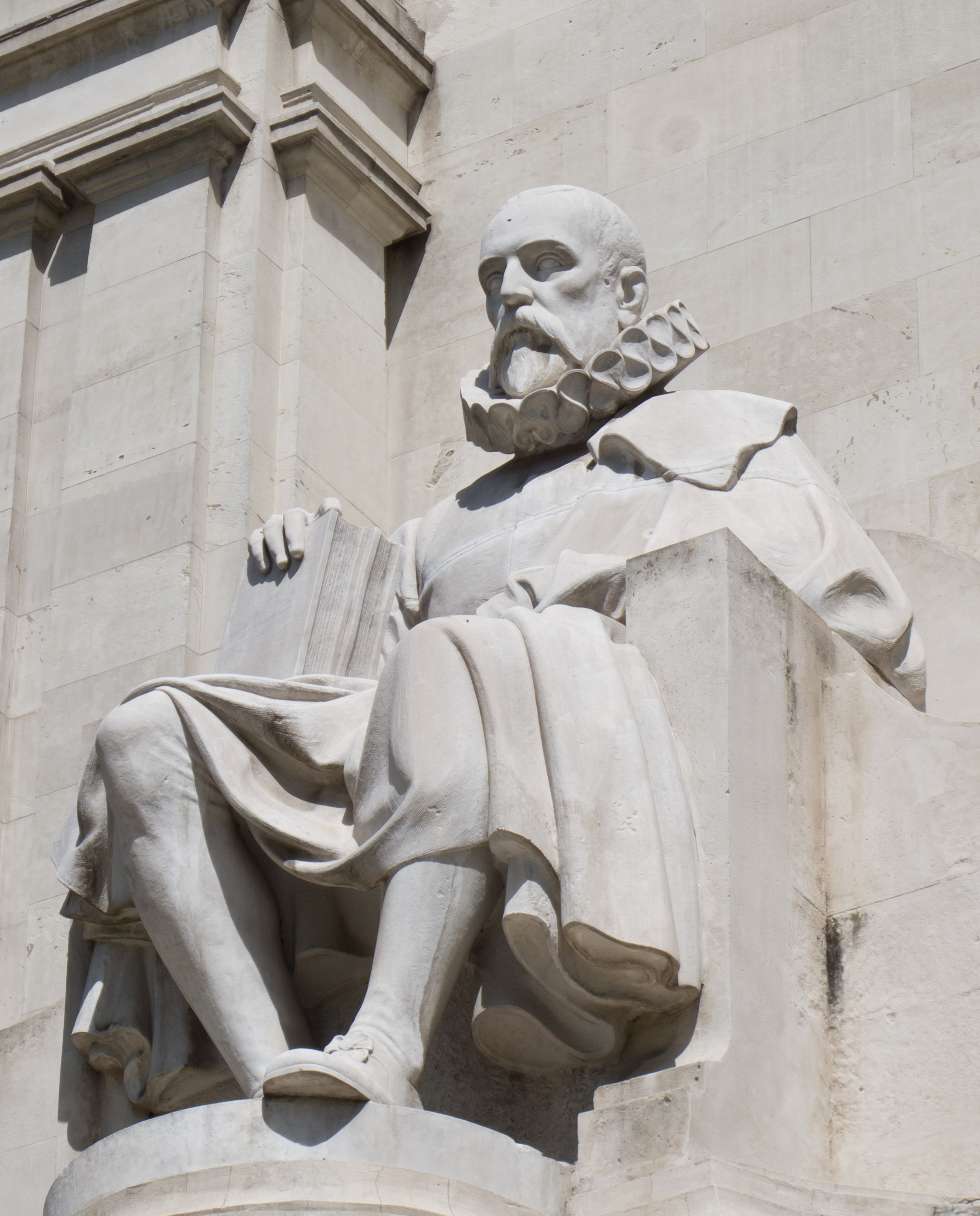
Пам'ятник Сервантесу. Частина